# Calyptocephalella gayi
Calyptocephalella gayi é uma espécie de anfíbio anuro da família Calyptocephalellidae. É considerada vulnerável pela Lista Vermelha da UICN. Está presente em Chile.